# Oberlehrer
Oberlehrer ist eine Amtsbezeichnung für Lehrer. Umgangssprachlich wird das Wort auch abwertend im Sinne von Besserwisser benutzt.

## Bezeichnung in Deutschland
Oberlehrer war eine an Volksschulen und weiterführenden Schulen in fast allen Ländern des deutschen Sprachraums bis ins 20. Jahrhundert verbreitete Amtsbezeichnung für Lehrer nach der ersten Beförderung. In Preußen wurde diese Amtsbezeichnung 1918 durch den Charakter-Titel Studienrat ersetzt, der sich anschließend auch in den übrigen deutschen Ländern für Gymnasiallehrer allgemein durchgesetzt hat.
In der Bundesrepublik Deutschland wurde die Amtsbezeichnung Oberlehrer im allgemeinen Schuldienst durch eine Reform der Bundesbesoldungsordnung abgeschafft. Oberlehrer war zuvor ein Aufstiegsamt für Schullehrer an Haupt-, Real-, Sonder- und Berufsschulen (Hauptschuloberlehrer, Sonderschuloberlehrer, Realschuloberlehrer, Berufsschuloberlehrer) gewesen. Der Aufstieg zum Oberlehrer ist heute nur noch für technische Lehrer (Fachschullehrer) und im Polizeidienst möglich. Diese erhalten damit ein Beförderungsamt der Besoldungsgruppe A 10 bis A 11. So gibt es in der Laufbahn des gehobenen Fachschuldienstes an Bundeswehrfachschulen noch die Dienst- und Amtsbezeichnung Fachschuloberlehrer.
In Bayern gibt es in der Besoldungsgruppe A 14 noch das Beförderungsamt Realschuloberlehrer, das den Ministerialbeauftragten für die Realschulen als Sachbearbeiter zugewiesen ist, sowie bei der Bereitschaftspolizei mit der Amtsbezeichnung Polizeirealschuloberlehrer.
Im Justizdienst gibt es noch heute Oberlehrer, die in der Regel eine Ausbildung als Grund-, Haupt- oder Realschullehrer vorweisen können. Oberlehrer im Justizvollzugsdienst befinden sich in der Besoldungsgruppen A 13.
In der DDR war Oberlehrer keine Amtsbezeichnung, sondern ein vom Staat verliehener Ehrentitel. Er wurde an Lehrer verliehen, die neben ihrer fachlichen Qualifikation aktive gesellschaftliche Arbeit im Sinne der sozialistischen Staatsideologie leisteten und oft Mitglied in der SED waren. Als Ehrentitel dieser Art wurden auch die Bezeichnungen Oberstudienrat oder Oberstudiendirektor verliehen.

## Amtsbezeichnung in der Schweiz
In der Schweiz ist die Bezeichnung Oberlehrer bereits seit dem späteren 19. Jahrhundert nicht mehr in Gebrauch.

## Amtsbezeichnung in Österreich
In Österreich ist der Titel bei pragmatisierten Lehrern noch in Verwendung. 
Durch Ernennung oder Erreichen der entsprechenden Gehaltsstufe wurde der Amtstitel Oberlehrer und danach der Amtstitel Hauptlehrer verliehen.

## Schimpfwort
Als „Oberlehrer“ wird im übertragenen Sinn ein Mensch bezeichnet, der sich nach Ansicht des Sprechers als Besserwisser gebärdet. Für dieses Verhalten sind auch die Ausdrücke schulmeistern und oberlehrerhaft gebräuchlich.